# Kenichiro Tokura
Kenichiro Tokura (戸倉 健一郎, Tokura Kenichiro) est un footballeur japonais né le 31 mai 1971.